# Guillaume Gallienne
Guillaume Gallienne (Neuilly-sur-Seine, 8 febbraio 1972) è un attore e regista francese.

## Biografia
È il figlio di Jean-Claude Gallienne (1928-2009), un industriale nel settore dei trasporti urbani, la cui famiglia discende da una lunga stirpe di pastori metodisti dell'isola di Jersey e di Melitta Rotvand (1941), che discende dall'antica aristocrazia russo-georgiana.

## Filmografia

### Attore
- Tableau d'honneur, regia di Charles Nemes (1992)
- Sabrina, regia di Sydney Pollack (1995)
- Un samedi sur la terre, regia di Diane Bertrand (1996)
- Jeunesse, regia di Noël Alpi (1997)
- Lezioni di tango (The Tango Lesson), regia di Sally Potter (1997)
- Monsieur Naphtali, regia di Olivier Schatzky (1999)
- Una per tutte (Une pour toutes), regia di Claude Lelouch (1999)
- Jet Set, regia di Fabien Onteniente (2000)
- Il tulipano d'oro (Fanfan la tulipe), regia di Gérard Krawczyk (2003)
- Monsieur Ibrahim e i fiori del Corano (Monsieur Ibrahim et les Fleurs du Coran), regia di François Dupeyron (2003)
- Narco, regia di Tristan Aurouet e Gilles Lellouche (2004)
- Tu vas rire, mais je te quitte, regia di Philippe Harel (2005)
- Un po' per caso, un po' per desiderio (Fauteuils d'orchestre), regia di Danièle Thompson (2006)
- Marie Antoinette, regia di Sofia Coppola (2006)
- La Jungle, regia di Mathieu Delaporte (2006)
- Mon colonel, regia di Laurent Herbiet (2006)
- Le Candidat, regia di Niels Arestrup (2007)
- Monsieur Max, regia di Gabriel Aghion (2007)
- Il mistero delle pagine perdute - National Treasure (National Treasure: Book of Secrets), regia di Jon Turteltaub (2007)
- Sagan, regia di Diane Kurys (2008)
- Musée haut, musée bas, regia di Jean-Michel Ribes (2008)
- Il concerto (Le concert), regia di Radu Mihăileanu (2009)
- Ensemble, nous allons vivre une très, très grande histoire d'amour..., regia di Pascal Thomas (2010)
- L'Italien, regia di Olivier Baroux (2010)
- Confession d'un enfant du siècle, regia di Sylvie Verheyde (2012)
- Asterix & Obelix al servizio di Sua Maestà (Astérix et Obélix : Au service de Sa Majesté), regia di Laurent Tirard (2012)
- Tutto sua madre (Les garçons et Guillaume, à table !), regia di Guillaume Gallienne (2013)
- Yves Saint Laurent, regia di Jalil Lespert (2014)
- Le dindon - Il tacchino (Le dindon), regia di Jalil Lespert (2019)
- The French Dispatch of the Liberty, Kansas Evening Sun, regia di Wes Anderson (2021)
- La favorita del re (Diane de Poitiers), regia di Josée Dayan – miniserie TV (2022)
- The Regime - Il palazzo del potere (The Regime), regia di Stephen Frears e Jessica Hobbs – miniserie TV (2024)

### Regista
- Tutto sua madre (Les garçons et Guillaume, à table !) (2013)

### Doppiatore
- Il piccolo principe (Le Petit Prince), regia di Pierre-Alain Chartier (2010-2016) - serie animata
- Il piccolo principe (Le Petit Prince), regia di Mark Osborne (2015)

## Doppiatori italiani
Nelle versioni in italiano delle opere in cui ha recitato, Guillaume Gallienne è stato doppiato da:
- Paolo Macedonio in Tutto sua madre, The French Dispatch of the Liberty, Kansas Evening Sun
- Vittorio Guerrieri in Asterix & Obelix al servizio di Sua Maestà, Un pò per caso, un pò per desiderio[6]
- Emiliano Coltorti ne Il tulipano d'oro[7], The Regime - Il palazzo del potere
- Vittorio De Angelis in Marie Antoniette
- Sandro Acerbo in Yves Saint Laurent

Da doppiatore è sostituito da:
- Pino Insegno ne Il piccolo principe (serie animata)
- Alessandro Gassmann ne Il piccolo principe (film 2015)